# Giovanni Stroppa
Giovanni Stroppa (Mulazzano, Italia, 24 de enero de 1968) es un exfutbolista y entrenador italiano. Actualmente dirige al Venezia de la Serie B.

## Trayectoria

### Como jugador
Stroppa comenzó su carrera como jugador en el AC Milan, principalmente en su equipo primavera y después, fue cedido a préstamo por dos temporadas en el Monza, un equipo alimentador de facto de Milán en ese momento. Regresó a Milán en 1989, haciendo su debut profesional con el equipo lombardo, el 23 de agosto de ese año, en un empate 0-0 ante el Parma, por la Copa Italia; Milán alcanzó más tarde la final de la Copa Italia, sólo para ser derrotado por la Juventus.
Hizo su debut en la Serie A, el 27 de agosto de 1989, en una victoria como visitante, por 3-0 sobre el Cesena, marcando un gol de larga distancia. Stroppa terminó su primera temporada con el equipo milanista, ganando una Liga de Campeones, una Supercopa de Europa y una Copa Intercontinental en 1990, bajo la dirección del entrenador Arrigo Sacchi. En 1991 fichó por la Lazio y en 1993 se trasladó al Foggia, entonces un equipo marginal de la Serie A, conocido por su estilo de juego espectacular y ofensivo, bajo la dirección del entrenador Zdeněk Zeman.
Después de una impresionante temporada con el Foggia, regresó a San Siro para jugar con el AC Milan, durante una sola temporada, ganando su tercera Supercopa de la UEFA con el club, así como la Supercopa Italiana. En total, Stroppa hizo 85 apariciones con el Milán, marcando nueve goles; Hizo su última aparición con el equipo milanista, en la derrota fuera de casa por 1-0 ante el Napoli, partido válido por la Serie A, el 18 de mayo de 1995.
Después de dejar Milán, Stroppa jugó dos temporadas con el Udinese y dos temporadas y media con el Piacenza antes de unirse al Brescia en el mercado de fichajes de invierno de 2001. Después de algunas otras experiencias con Génova en la Serie B, Alzano Virescit de la Serie C1 y Avellino de la Serie B, Stroppa regresó nuevamente a Foggia, en la Serie C1, en la temporada 2004. Se retiró a finales de 2005, tras un breve paso por Chiari de la Serie D, donde se le unió su excompañero de Brescia y delantero Dario Hübner.

### Como entrenador

#### Inicios
El 1 de julio de 2009, fue llamado para entrenar al equipo Primavera del AC Milan, con el que el 14 de abril de 2010 conquistó la Copa Italia Primavera, trofeo que también había conquistado veinticinco años antes como jugador, derrotando al Palermo en la doble final. El 11 de junio de 2011, después de una temporada sin resultados, fue despedido del club rossoneri.

#### Südtirol, Pescara y Spezia
El 13 de julio de 2011, fue oficializado como técnico del Südtirol. Al final del campeonato, concluido en el séptimo lugar del grupo B de la Lega Pro Prima Divisione, el club y el técnico decidieron no renovar el contrato que vencía.
En junio de 2012, firmó un contrato con el Pescara, recién ascendido a la Serie A. No obstante, el 18 de noviembre, el director deportivo del equipo abruzzese, Daniele Delli Carri, anunció su despido de la dirección técnica, tras la derrota del equipo ante el Siena.
El 20 de junio de 2013, fue nombrado entrenador del Spezia. Sin embargo, el 14 de diciembre fue destituido tras la derrota por 4-0 ante el Varese.

#### Nuevo ciclo en Südtirol
El 20 de abril de 2015, regresó al banquillo del Südtirol, en sustitución del destituido Adolfo Sormani. El 12 de mayo de 2016, el club rojiblanco anunció que el contrato del técnico lombardo no sería renovado al vencer de forma natural el 30 de junio, dejándole sin equipo.

#### Foggia
El 14 de agosto de 2016, fue contratado por el Foggia para sustituir a Roberto De Zerbi. El 23 de abril de 2017, devolvió al club a la Serie B después de una ausencia de 19 años. En la siguiente temporada, el equipo terminó el campeonato en la novena posición, a dos puntos de la zona de los play-offs.

#### Crotone
El 20 de junio de 2018, dejó su cargo en el equipo pullés para asumir al frente del Crotone en la Serie B. No obstante, el 29 de octubre, fue destituido tras haber sumado 11 puntos en 9 partidos. El 28 de diciembre, dos meses después de su salida, fue recontratado en su puesto y culminó la temporada en el 12º puesto.
En la siguiente campaña, logró el ascenso a la Serie A a falta de dos jornadas para el final del campeonato, terminando en el segundo puesto, detrás del Benevento. El 1 de marzo de 2021, presentó su renuncia al cargo tras haber sumado solamente 12 puntos en 24 partidos en la temporada 2020-21.

#### Monza
El 28 de mayo de 2021, firmó contrato con el Monza de la Serie B. Luego de terminar la fase regular en la cuarta posición, logró ganar los play-offs eliminando al Brescia en la semifinal y al Pisa en la final, dando al club su primer ascenso a la Serie A. No obstante, el 13 de septiembre de 2022, fue relevado de sus funciones tras haber sumado un punto en las primeras seis jornadas de la temporada.

#### Cremonese
El 19 de septiembre de 2023, fue nombrado entrenador del Cremonese. En su primera temporada a cargo, el equipo Grigiorossi terminó en el cuarto lugar de la fase regular de la Serie B, logrando la clasificación a los play-offs. Allí, el equipo se clasificó para la doble final de ascenso ante el Venezia, donde perdería la serie por un global de 1-0. Fue despedido el 8 de octubre de 2024, tras un mal comienzo de temporada, con el equipo en el séptimo lugar con 11 puntos después de 8 partidos.
El 11 de noviembre de 2024, a un mes de su despido, fue llamado a dirigir nuevamente al equipo lombardo en sustitución del destituido Eugenio Corini. Terminó la temporada en cuarto lugar con 61 puntos, alcanzando de nuevo los play-offs. Allí, logró devolver al club a la Serie A tras vencer al Spezia en la final. El 13 de junio de 2025, el club anunció su salida del cargo después de que finalizara su contrato a finales del mes.

#### Venezia
El 26 de junio de 2025, asumió al frente del Venezia.

## Clubes

### Como jugador
| Club            | País   | Año       | PJ | G |
| --------------- | ------ | --------- | -- | - |
| AC Milan        | Italia | 1986-1987 | 0  | 0 |
| Monza           | Italia | 1987-1989 | 71 | 5 |
| AC Milan        | Italia | 1989-1991 | 32 | 5 |
| Lazio           | Italia | 1991-1993 | 50 | 5 |
| Foggia          | Italia | 1993-1994 | 30 | 8 |
| AC Milan        | Italia | 1994-1995 | 19 | 3 |
| Udinese         | Italia | 1995-1997 | 45 | 3 |
| Piacenza        | Italia | 1997-2000 | 63 | 3 |
| Brescia         | Italia | 2000      | 17 | 4 |
| Génova          | Italia | 2000-2002 | 59 | 5 |
| Alzano Virescit | Italia | 2002-2003 | 25 | 5 |
| Avellino        | Italia | 2003-2004 | 33 | 1 |
| Foggia          | Italia | 2004-2005 | 9  | 1 |
| Chari           | Italia | 2005      | 7  | 2 |

### Como entrenador
| Club      | País   | Año           |
| --------- | ------ | ------------- |
| Südtirol  | Italia | 2011-2012     |
| Pescara   | Italia | 2012          |
| Spezia    | Italia | 2013          |
| Südtirol  | Italia | 2015-2016     |
| Foggia    | Italia | 2016-2018     |
| Crotone   | Italia | 2018          |
| Crotone   | Italia | 2018-2021     |
| Monza     | Italia | 2021-2022     |
| Cremonese | Italia | 2023-2025     |
| Venezia   | Italia | 2025-presente |